# Ozmánbük
Ozmánbük ist eine ungarische Gemeinde im Kreis Zalaegerszeg im Komitat Zala. Zur Gemeinde gehört der Ortsteil Márkus.

## Geografische Lage
Ozmánbük liegt gut 16 Kilometer nordwestlich der Kreisstadt Zalaegerszeg. Der Ortsteil Márkus liegt zwei Kilometer nordöstlich, getrennt durch den Fluss Bük-patak. Nachbargemeinden sind Vaspör, Hegyháthodász und Hagyárosbörönd.

## Sehenswürdigkeiten
- Glockenturm, im Ortsteil Márkus
- Römisch-katholische Kirche Urunk mennybemenetele, erbaut 1748

## Verkehr
Durch Ozmánbük verläuft die Landstraße Nr. 7412, nördlich des Ortes die Hauptstraße Nr. 76, durch den Ortsteil Márkus die Nebenstraße Nr. 74165. Es bestehen Busverbindungen nach Márkus, Hagyárosbörönd und nach Körmend. Der nächstgelegene Bahnhof befindet sich ungefähr 12 Kilometer südöstlich in Bagod.